# 帆寄村
帆寄村（日语：／ Hoyori mura */?）是日本統治下的樺太廳的已不存在的一村。